# Louis-François Mollet
Pour les articles homonymes, voir Mollet (homonymie).
Louis-François Mollet est un architecte français, né en 1695, et mort à Versailles le 29 décembre 1757.

## Biographie
Il est issu d'une célèbre dynastie de jardiniers, fils d'Armand Claude Mollet, petit-fils de Charles Mollet, jardinier au Louvre, arrière-petit-fils de Claude II Mollet.
Son père, Armand-Claude Mollet, démissionne et lui transmet la charge de dessinateur des plans, parcs et jardins des maisons royales en 1728.
Il reçoit le brevet d'architecte de la seconde classe de l'Académie royale d'architecture le 10 décembre 1734. Il est nommé architecte du roi le 16 juillet 1735. 
Il est candidat comme architecte de la 1re classe en 1737, mais n'est finalement promu que le 31 janvier 1756 et reçoit son brevet signé du roi le 9 janvier 1757.
Il est contrôleur général des bâtiments du roi et contrôleur particulier des dehors du château de Versailles en 1757.
Il a été, avec Pluyette et Billaudel, un des collaborateurs d'Ange-Jacques Gabriel pour le château de Versailles, l'École militaire, où il est inspecteur, et le château de Compiègne.
D'après les Mémoires du duc de Luynes, il s'est noyé le 29 décembre 1757 dans un des réservoirs de Montbauron, à Versailles.

## Généalogie simplifiée
Les généalogies de la famille Mollet données dans les livres de Dominique Garrigues, Jardins et jardiniers de Versailles au grand siècle, p. 309-310, et de Patricia Bouchenot-Déchin, André Le Nôtre, sont différentes. Le début de l'arbre proposé est celui de Dominique Garrigues, la fin, celui de Patricia Bouchenot-Déchin.
|  |  |  |  |                                                             |                                                             |                                                             |                                                             | | | | | | |                                                                       |                                                                       |                                                                       |                                                                       |                                                                       |                                                                       |                                                                   |                                                                   |                                                                   |                                                                   |                                                                   |                                                                   |                                                                 |                                                                 |                                                                 |                                                                 |                                                                 |                                                                 |                                 |                                 |  |  | Jean I Mollet laboureur                                                                |                                                                                        |                                                                                        |                                                                                        |                                                                                        |                                                                                        |  |  |  |  |                                                           |                                                           |                                                           |                                                           |                                                           |                                                           |                                                                  |                                                                  |                                                                  |                                                                  |                                                                  |                                                                  |  |  |  |  |  |  |  |  |  |  |                              |                              |                              |                              |                              |                              |  |  |  |  |  |  |
|  |  |  |  |                                                             |                                                             |                                                             |                                                             | | | | | | |                                                                       |                                                                       |                                                                       |                                                                       |                                                                       |                                                                       |                                                                   |                                                                   |                                                                   |                                                                   |                                                                   |                                                                   |                                                                 |                                                                 |                                                                 |                                                                 |                                                                 |                                                                 |                                 |                                 |  |  |                                                                                        |                                                                                        |                                                                                        |                                                                                        |                                                                                        |                                                                                        |  |  |  |  |                                                           |                                                           |                                                           |                                                           |                                                           |                                                           |                                                                  |                                                                  |                                                                  |                                                                  |                                                                  |                                                                  |  |  |  |  |  |  |  |  |  |  |                              |                              |                              |                              |                              |                              |  |  |  |  |  |  |
|  |  |  |  |                                                             |                                                             |                                                             |                                                             | | | | | | |                                                                       |                                                                       |                                                                       |                                                                       |                                                                       |                                                                       |                                                                   |                                                                   |                                                                   |                                                                   |                                                                   |                                                                   |                                                                 |                                                                 |                                                                 |                                                                 |                                                                 |                                                                 |                                 |                                 |  |  | Jacques I Mollet jardinier du duc d'Aumale                                             |                                                                                        |                                                                                        |                                                                                        |                                                                                        |                                                                                        |  |  |  |  |                                                           |                                                           |                                                           |                                                           |                                                           |                                                           |                                                                  |                                                                  |                                                                  |                                                                  |                                                                  |                                                                  |  |  |  |  |  |  |  |  |  |  |                              |                              |                              |                              |                              |                              |  |  |  |  |  |  |
|  |  |  |  |                                                             |                                                             |                                                             |                                                             | | | | | | |                                                                       |                                                                       |                                                                       |                                                                       |                                                                       |                                                                       |                                                                   |                                                                   |                                                                   |                                                                   |                                                                   |                                                                   |                                                                 |                                                                 |                                                                 |                                                                 |                                                                 |                                                                 |                                 |                                 |  |  |                                                                                        |                                                                                        |                                                                                        |                                                                                        |                                                                                        |                                                                                        |  |  |  |  |                                                           |                                                           |                                                           |                                                           |                                                           |                                                           |                                                                  |                                                                  |                                                                  |                                                                  |                                                                  |                                                                  |  |  |  |  |  |  |  |  |  |  |                              |                              |                              |                              |                              |                              |  |  |  |  |  |  |
|  |  |  |  |                                                             |                                                             |                                                             |                                                             | | | | | | |                                                                       |                                                                       |                                                                       |                                                                       |                                                                       |                                                                       |                                                                   |                                                                   |                                                                   |                                                                   |                                                                   |                                                                   |                                                                 |                                                                 |                                                                 |                                                                 |                                                                 |                                                                 |                                 |                                 |  |  | Claude I Mollet (1557-1647) premier jardinier du roi                                   |                                                                                        |                                                                                        |                                                                                        |                                                                                        |                                                                                        |  |  |  |  |                                                           |                                                           |                                                           |                                                           |                                                           |                                                           |                                                                  |                                                                  |                                                                  |                                                                  |                                                                  |                                                                  |  |  |  |  |  |  |  |  |  |  |                              |                              |                              |                              |                              |                              |  |  |  |  |  |  |
|  |  |  |  |                                                             |                                                             |                                                             |                                                             | | | | | | |                                                                       |                                                                       |                                                                       |                                                                       |                                                                       |                                                                       |                                                                   |                                                                   |                                                                   |                                                                   |                                                                   |                                                                   |                                                                 |                                                                 |                                                                 |                                                                 |                                                                 |                                                                 |                                 |                                 |  |  |                                                                                        |                                                                                        |                                                                                        |                                                                                        |                                                                                        |                                                                                        |  |  |  |  |                                                           |                                                           |                                                           |                                                           |                                                           |                                                           |                                                                  |                                                                  |                                                                  |                                                                  |                                                                  |                                                                  |  |  |  |  |  |  |  |  |  |  |                              |                              |                              |                              |                              |                              |  |  |  |  |  |  |
|  |  |  |  |                                                             |                                                             |                                                             |                                                             | | | | | | |                                                                       |                                                                       |                                                                       |                                                                       |                                                                       |                                                                       |                                                                   |                                                                   |                                                                   |                                                                   |                                                                   |                                                                   |                                                                 |                                                                 |                                                                 |                                                                 |                                                                 |                                                                 |                                 |                                 |  |  |                                                                                        |                                                                                        |                                                                                        |                                                                                        |                                                                                        |                                                                                        |  |  |  |  |                                                           |                                                           |                                                           |                                                           |                                                           |                                                           |                                                                  |                                                                  |                                                                  |                                                                  |                                                                  |                                                                  |  |  |  |  |  |  |  |  |  |  |                              |                              |                              |                              |                              |                              |  |  |  |  |  |  |
|  |  |  |  | Pierre Mollet (vers 1595-1660) jardinier aux Tuileries      | Pierre Mollet (vers 1595-1660) jardinier aux Tuileries      | Pierre Mollet (vers 1595-1660) jardinier aux Tuileries      | Pierre Mollet (vers 1595-1660) jardinier aux Tuileries      | Pierre Mollet (vers 1595-1660) jardinier aux Tuileries                                                | Pierre Mollet (vers 1595-1660) jardinier aux Tuileries                                                | | | | |                                                                       |                                                                       |                                                                       |                                                                       |                                                                       |                                                                       | Claude 2 Mollet (mort en septembre 1664) premier jardinier du roi | Claude 2 Mollet (mort en septembre 1664) premier jardinier du roi | Claude 2 Mollet (mort en septembre 1664) premier jardinier du roi | Claude 2 Mollet (mort en septembre 1664) premier jardinier du roi | Claude 2 Mollet (mort en septembre 1664) premier jardinier du roi | Claude 2 Mollet (mort en septembre 1664) premier jardinier du roi |                                                                 |                                                                 |                                                                 |                                                                 |                                                                 |                                                                 |                                 |                                 |  |  | André Mollet (vers 1600-1665) jardinier du roi au Louvre et aux Tuileries              | André Mollet (vers 1600-1665) jardinier du roi au Louvre et aux Tuileries              | André Mollet (vers 1600-1665) jardinier du roi au Louvre et aux Tuileries              | André Mollet (vers 1600-1665) jardinier du roi au Louvre et aux Tuileries              | André Mollet (vers 1600-1665) jardinier du roi au Louvre et aux Tuileries              | André Mollet (vers 1600-1665) jardinier du roi au Louvre et aux Tuileries              |  |  |  |  |                                                           |                                                           |                                                           |                                                           |                                                           |                                                           | Jacques 2 Mollet (mort en 1622) jardinier du roi à Fontainebleau | Jacques 2 Mollet (mort en 1622) jardinier du roi à Fontainebleau | Jacques 2 Mollet (mort en 1622) jardinier du roi à Fontainebleau | Jacques 2 Mollet (mort en 1622) jardinier du roi à Fontainebleau | Jacques 2 Mollet (mort en 1622) jardinier du roi à Fontainebleau | Jacques 2 Mollet (mort en 1622) jardinier du roi à Fontainebleau |  |  |  |  |  |  |  |  |  |  | Noël Mollet jardinier du roi | Noël Mollet jardinier du roi | Noël Mollet jardinier du roi | Noël Mollet jardinier du roi | Noël Mollet jardinier du roi | Noël Mollet jardinier du roi |  |  |  |  |  |  |
|  |  |  |  | Pierre Mollet (vers 1595-1660) jardinier aux Tuileries      | Pierre Mollet (vers 1595-1660) jardinier aux Tuileries      | Pierre Mollet (vers 1595-1660) jardinier aux Tuileries      | Pierre Mollet (vers 1595-1660) jardinier aux Tuileries      | Pierre Mollet (vers 1595-1660) jardinier aux Tuileries                                                | Pierre Mollet (vers 1595-1660) jardinier aux Tuileries                                                | | | | |                                                                       |                                                                       |                                                                       |                                                                       |                                                                       |                                                                       | Claude 2 Mollet (mort en septembre 1664) premier jardinier du roi | Claude 2 Mollet (mort en septembre 1664) premier jardinier du roi | Claude 2 Mollet (mort en septembre 1664) premier jardinier du roi | Claude 2 Mollet (mort en septembre 1664) premier jardinier du roi | Claude 2 Mollet (mort en septembre 1664) premier jardinier du roi | Claude 2 Mollet (mort en septembre 1664) premier jardinier du roi |                                                                 |                                                                 |                                                                 |                                                                 |                                                                 |                                                                 |                                 |                                 |  |  | André Mollet (vers 1600-1665) jardinier du roi au Louvre et aux Tuileries              | André Mollet (vers 1600-1665) jardinier du roi au Louvre et aux Tuileries              | André Mollet (vers 1600-1665) jardinier du roi au Louvre et aux Tuileries              | André Mollet (vers 1600-1665) jardinier du roi au Louvre et aux Tuileries              | André Mollet (vers 1600-1665) jardinier du roi au Louvre et aux Tuileries              | André Mollet (vers 1600-1665) jardinier du roi au Louvre et aux Tuileries              |  |  |  |  |                                                           |                                                           |                                                           |                                                           |                                                           |                                                           | Jacques 2 Mollet (mort en 1622) jardinier du roi à Fontainebleau | Jacques 2 Mollet (mort en 1622) jardinier du roi à Fontainebleau | Jacques 2 Mollet (mort en 1622) jardinier du roi à Fontainebleau | Jacques 2 Mollet (mort en 1622) jardinier du roi à Fontainebleau | Jacques 2 Mollet (mort en 1622) jardinier du roi à Fontainebleau | Jacques 2 Mollet (mort en 1622) jardinier du roi à Fontainebleau |  |  |  |  |  |  |  |  |  |  | Noël Mollet jardinier du roi | Noël Mollet jardinier du roi | Noël Mollet jardinier du roi | Noël Mollet jardinier du roi | Noël Mollet jardinier du roi | Noël Mollet jardinier du roi |  |  |  |  |  |  |
|  |  |  |  |                                                             |                                                             |                                                             |                                                             | | | | | | |                                                                       |                                                                       |                                                                       |                                                                       |                                                                       |                                                                       |                                                                   |                                                                   |                                                                   |                                                                   |                                                                   |                                                                   |                                                                 |                                                                 |                                                                 |                                                                 |                                                                 |                                                                 |                                 |                                 |  |  |                                                                                        |                                                                                        |                                                                                        |                                                                                        |                                                                                        |                                                                                        |  |  |  |  |                                                           |                                                           |                                                           |                                                           |                                                           |                                                           |                                                                  |                                                                  |                                                                  |                                                                  |                                                                  |                                                                  |  |  |  |  |  |  |  |  |  |  |                              |                              |                              |                              |                              |                              |  |  |  |  |  |  |
|  |  |  |  | Suzanne Mollet                                              | Suzanne Mollet                                              | Suzanne Mollet                                              | Suzanne Mollet                                              | Suzanne Mollet                                                                                        | Suzanne Mollet                                                                                        | | | | | Charles Mollet (mort en 1693) jardinier au Louvre                     | Charles Mollet (mort en 1693) jardinier au Louvre                     | Charles Mollet (mort en 1693) jardinier au Louvre                     | Charles Mollet (mort en 1693) jardinier au Louvre                     | Charles Mollet (mort en 1693) jardinier au Louvre                     | Charles Mollet (mort en 1693) jardinier au Louvre                     |                                                                   |                                                                   |                                                                   |                                                                   |                                                                   |                                                                   | Gabriel Mollet (mort vers 1662) assiste son oncle en Angleterre | Gabriel Mollet (mort vers 1662) assiste son oncle en Angleterre | Gabriel Mollet (mort vers 1662) assiste son oncle en Angleterre | Gabriel Mollet (mort vers 1662) assiste son oncle en Angleterre | Gabriel Mollet (mort vers 1662) assiste son oncle en Angleterre | Gabriel Mollet (mort vers 1662) assiste son oncle en Angleterre |                                 |                                 |  |  | Jean 2 Mollet Jardinier, succède à son père en Suède                                   | Jean 2 Mollet Jardinier, succède à son père en Suède                                   | Jean 2 Mollet Jardinier, succède à son père en Suède                                   | Jean 2 Mollet Jardinier, succède à son père en Suède                                   | Jean 2 Mollet Jardinier, succède à son père en Suède                                   | Jean 2 Mollet Jardinier, succède à son père en Suède                                   |  |  |  |  |                                                           |                                                           |                                                           |                                                           |                                                           |                                                           |                                                                  |                                                                  |                                                                  |                                                                  |                                                                  |                                                                  |  |  |  |  |  |  |  |  |  |  |                              |                              |                              |                              |                              |                              |  |  |  |  |  |  |
|  |  |  |  | Suzanne Mollet                                              | Suzanne Mollet                                              | Suzanne Mollet                                              | Suzanne Mollet                                              | Suzanne Mollet                                                                                        | Suzanne Mollet                                                                                        | | | | | Charles Mollet (mort en 1693) jardinier au Louvre                     | Charles Mollet (mort en 1693) jardinier au Louvre                     | Charles Mollet (mort en 1693) jardinier au Louvre                     | Charles Mollet (mort en 1693) jardinier au Louvre                     | Charles Mollet (mort en 1693) jardinier au Louvre                     | Charles Mollet (mort en 1693) jardinier au Louvre                     |                                                                   |                                                                   |                                                                   |                                                                   |                                                                   |                                                                   | Gabriel Mollet (mort vers 1662) assiste son oncle en Angleterre | Gabriel Mollet (mort vers 1662) assiste son oncle en Angleterre | Gabriel Mollet (mort vers 1662) assiste son oncle en Angleterre | Gabriel Mollet (mort vers 1662) assiste son oncle en Angleterre | Gabriel Mollet (mort vers 1662) assiste son oncle en Angleterre | Gabriel Mollet (mort vers 1662) assiste son oncle en Angleterre |                                 |                                 |  |  | Jean 2 Mollet Jardinier, succède à son père en Suède                                   | Jean 2 Mollet Jardinier, succède à son père en Suède                                   | Jean 2 Mollet Jardinier, succède à son père en Suède                                   | Jean 2 Mollet Jardinier, succède à son père en Suède                                   | Jean 2 Mollet Jardinier, succède à son père en Suède                                   | Jean 2 Mollet Jardinier, succède à son père en Suède                                   |  |  |  |  |                                                           |                                                           |                                                           |                                                           |                                                           |                                                           |                                                                  |                                                                  |                                                                  |                                                                  |                                                                  |                                                                  |  |  |  |  |  |  |  |  |  |  |                              |                              |                              |                              |                              |                              |  |  |  |  |  |  |
|  |  |  |  |                                                             |                                                             |                                                             |                                                             | | | | | | |                                                                       |                                                                       |                                                                       |                                                                       |                                                                       |                                                                       |                                                                   |                                                                   |                                                                   |                                                                   |                                                                   |                                                                   |                                                                 |                                                                 |                                                                 |                                                                 |                                                                 |                                                                 |                                 |                                 |  |  |                                                                                        |                                                                                        |                                                                                        |                                                                                        |                                                                                        |                                                                                        |  |  |  |  |                                                           |                                                           |                                                           |                                                           |                                                           |                                                           |                                                                  |                                                                  |                                                                  |                                                                  |                                                                  |                                                                  |  |  |  |  |  |  |  |  |  |  |                              |                              |                              |                              |                              |                              |  |  |  |  |  |  |
|  |  |  |  | Armand Mollet (mort en 1742)                                | Armand Mollet (mort en 1742)                                | Armand Mollet (mort en 1742)                                | Armand Mollet (mort en 1742)                                | Armand Mollet (mort en 1742)                                                                          | Armand Mollet (mort en 1742)                                                                          | | | | | Armand Claude Mollet dessinateur des jardins du roi Architecte du roi | Armand Claude Mollet dessinateur des jardins du roi Architecte du roi | Armand Claude Mollet dessinateur des jardins du roi Architecte du roi | Armand Claude Mollet dessinateur des jardins du roi Architecte du roi | Armand Claude Mollet dessinateur des jardins du roi Architecte du roi | Armand Claude Mollet dessinateur des jardins du roi Architecte du roi |                                                                   |                                                                   |                                                                   |                                                                   |                                                                   |                                                                   | Armand-Louis Mollet                                             | Armand-Louis Mollet                                             | Armand-Louis Mollet                                             | Armand-Louis Mollet                                             | Armand-Louis Mollet                                             | Armand-Louis Mollet                                             |                                 |                                 |  |  | Jean-François Mollet Jardinier du roi au Petit jardin de la Reine au Louvre            | Jean-François Mollet Jardinier du roi au Petit jardin de la Reine au Louvre            | Jean-François Mollet Jardinier du roi au Petit jardin de la Reine au Louvre            | Jean-François Mollet Jardinier du roi au Petit jardin de la Reine au Louvre            | Jean-François Mollet Jardinier du roi au Petit jardin de la Reine au Louvre            | Jean-François Mollet Jardinier du roi au Petit jardin de la Reine au Louvre            |  |  |  |  |                                                           |                                                           |                                                           |                                                           |                                                           |                                                           |                                                                  |                                                                  |                                                                  |                                                                  |                                                                  |                                                                  |  |  |  |  |  |  |  |  |  |  |                              |                              |                              |                              |                              |                              |  |  |  |  |  |  |
|  |  |  |  | Armand Mollet (mort en 1742)                                | Armand Mollet (mort en 1742)                                | Armand Mollet (mort en 1742)                                | Armand Mollet (mort en 1742)                                | Armand Mollet (mort en 1742)                                                                          | Armand Mollet (mort en 1742)                                                                          | | | | | Armand Claude Mollet dessinateur des jardins du roi Architecte du roi | Armand Claude Mollet dessinateur des jardins du roi Architecte du roi | Armand Claude Mollet dessinateur des jardins du roi Architecte du roi | Armand Claude Mollet dessinateur des jardins du roi Architecte du roi | Armand Claude Mollet dessinateur des jardins du roi Architecte du roi | Armand Claude Mollet dessinateur des jardins du roi Architecte du roi |                                                                   |                                                                   |                                                                   |                                                                   |                                                                   |                                                                   | Armand-Louis Mollet                                             | Armand-Louis Mollet                                             | Armand-Louis Mollet                                             | Armand-Louis Mollet                                             | Armand-Louis Mollet                                             | Armand-Louis Mollet                                             |                                 |                                 |  |  | Jean-François Mollet Jardinier du roi au Petit jardin de la Reine au Louvre            | Jean-François Mollet Jardinier du roi au Petit jardin de la Reine au Louvre            | Jean-François Mollet Jardinier du roi au Petit jardin de la Reine au Louvre            | Jean-François Mollet Jardinier du roi au Petit jardin de la Reine au Louvre            | Jean-François Mollet Jardinier du roi au Petit jardin de la Reine au Louvre            | Jean-François Mollet Jardinier du roi au Petit jardin de la Reine au Louvre            |  |  |  |  |                                                           |                                                           |                                                           |                                                           |                                                           |                                                           |                                                                  |                                                                  |                                                                  |                                                                  |                                                                  |                                                                  |  |  |  |  |  |  |  |  |  |  |                              |                              |                              |                              |                              |                              |  |  |  |  |  |  |
|  |  |  |  |                                                             |                                                             |                                                             |                                                             | | | | | | |                                                                       |                                                                       |                                                                       |                                                                       |                                                                       |                                                                       |                                                                   |                                                                   |                                                                   |                                                                   |                                                                   |                                                                   |                                                                 |                                                                 |                                                                 |                                                                 |                                                                 |                                                                 |                                 |                                 |  |  |                                                                                        |                                                                                        |                                                                                        |                                                                                        |                                                                                        |                                                                                        |  |  |  |  |                                                           |                                                           |                                                           |                                                           |                                                           |                                                           |                                                                  |                                                                  |                                                                  |                                                                  |                                                                  |                                                                  |  |  |  |  |  |  |  |  |  |  |                              |                              |                              |                              |                              |                              |  |  |  |  |  |  |
|  |  |  |  | André-Armand Mollet (vers 1692-1719/1720) Architecte du roi | André-Armand Mollet (vers 1692-1719/1720) Architecte du roi | André-Armand Mollet (vers 1692-1719/1720) Architecte du roi | André-Armand Mollet (vers 1692-1719/1720) Architecte du roi | André-Armand Mollet (vers 1692-1719/1720) Architecte du roi                                           | André-Armand Mollet (vers 1692-1719/1720) Architecte du roi                                           | | | | | Louis-François Mollet (1695-1757) Architecte du roi                   | Louis-François Mollet (1695-1757) Architecte du roi                   | Louis-François Mollet (1695-1757) Architecte du roi                   | Louis-François Mollet (1695-1757) Architecte du roi                   | Louis-François Mollet (1695-1757) Architecte du roi                   | Louis-François Mollet (1695-1757) Architecte du roi                   |                                                                   |                                                                   |                                                                   |                                                                   |                                                                   |                                                                   | Armand-Robert Mollet Écuyer Abbé                                | Armand-Robert Mollet Écuyer Abbé                                | Armand-Robert Mollet Écuyer Abbé                                | Armand-Robert Mollet Écuyer Abbé                                | Armand-Robert Mollet Écuyer Abbé                                | Armand-Robert Mollet Écuyer Abbé                                |                                 |                                 |  |  | Nicolas de Mollet (mort en 1769) écuyer, bachelier en théologie de la faculté de Paris | Nicolas de Mollet (mort en 1769) écuyer, bachelier en théologie de la faculté de Paris | Nicolas de Mollet (mort en 1769) écuyer, bachelier en théologie de la faculté de Paris | Nicolas de Mollet (mort en 1769) écuyer, bachelier en théologie de la faculté de Paris | Nicolas de Mollet (mort en 1769) écuyer, bachelier en théologie de la faculté de Paris | Nicolas de Mollet (mort en 1769) écuyer, bachelier en théologie de la faculté de Paris |  |  |  |  | Mathieu Mollet (1705-an IV) Écuyer, gentilhomme ordinaire | Mathieu Mollet (1705-an IV) Écuyer, gentilhomme ordinaire | Mathieu Mollet (1705-an IV) Écuyer, gentilhomme ordinaire | Mathieu Mollet (1705-an IV) Écuyer, gentilhomme ordinaire | Mathieu Mollet (1705-an IV) Écuyer, gentilhomme ordinaire | Mathieu Mollet (1705-an IV) Écuyer, gentilhomme ordinaire |                                                                  |                                                                  |                                                                  |                                                                  |                                                                  |                                                                  |  |  |  |  |  |  |  |  |  |  |                              |                              |                              |                              |                              |                              |  |  |  |  |  |  |
|  |  |  |  | André-Armand Mollet (vers 1692-1719/1720) Architecte du roi | André-Armand Mollet (vers 1692-1719/1720) Architecte du roi | André-Armand Mollet (vers 1692-1719/1720) Architecte du roi | André-Armand Mollet (vers 1692-1719/1720) Architecte du roi | André-Armand Mollet (vers 1692-1719/1720) Architecte du roi                                           | André-Armand Mollet (vers 1692-1719/1720) Architecte du roi                                           | | | | | Louis-François Mollet (1695-1757) Architecte du roi                   | Louis-François Mollet (1695-1757) Architecte du roi                   | Louis-François Mollet (1695-1757) Architecte du roi                   | Louis-François Mollet (1695-1757) Architecte du roi                   | Louis-François Mollet (1695-1757) Architecte du roi                   | Louis-François Mollet (1695-1757) Architecte du roi                   |                                                                   |                                                                   |                                                                   |                                                                   |                                                                   |                                                                   | Armand-Robert Mollet Écuyer Abbé                                | Armand-Robert Mollet Écuyer Abbé                                | Armand-Robert Mollet Écuyer Abbé                                | Armand-Robert Mollet Écuyer Abbé                                | Armand-Robert Mollet Écuyer Abbé                                | Armand-Robert Mollet Écuyer Abbé                                |                                 |                                 |  |  | Nicolas de Mollet (mort en 1769) écuyer, bachelier en théologie de la faculté de Paris | Nicolas de Mollet (mort en 1769) écuyer, bachelier en théologie de la faculté de Paris | Nicolas de Mollet (mort en 1769) écuyer, bachelier en théologie de la faculté de Paris | Nicolas de Mollet (mort en 1769) écuyer, bachelier en théologie de la faculté de Paris | Nicolas de Mollet (mort en 1769) écuyer, bachelier en théologie de la faculté de Paris | Nicolas de Mollet (mort en 1769) écuyer, bachelier en théologie de la faculté de Paris |  |  |  |  | Mathieu Mollet (1705-an IV) Écuyer, gentilhomme ordinaire | Mathieu Mollet (1705-an IV) Écuyer, gentilhomme ordinaire | Mathieu Mollet (1705-an IV) Écuyer, gentilhomme ordinaire | Mathieu Mollet (1705-an IV) Écuyer, gentilhomme ordinaire | Mathieu Mollet (1705-an IV) Écuyer, gentilhomme ordinaire | Mathieu Mollet (1705-an IV) Écuyer, gentilhomme ordinaire |                                                                  |                                                                  |                                                                  |                                                                  |                                                                  |                                                                  |  |  |  |  |  |  |  |  |  |  |                              |                              |                              |                              |                              |                              |  |  |  |  |  |  |
|  |  |  |  |                                                             |                                                             |                                                             |                                                             | | | | | | |                                                                       |                                                                       |                                                                       |                                                                       |                                                                       |                                                                       |                                                                   |                                                                   |                                                                   |                                                                   |                                                                   |                                                                   |                                                                 |                                                                 |                                                                 |                                                                 |                                                                 |                                                                 |                                 |                                 |  |  |                                                                                        |                                                                                        |                                                                                        |                                                                                        |                                                                                        |                                                                                        |  |  |  |  |                                                           |                                                           |                                                           |                                                           |                                                           |                                                           |                                                                  |                                                                  |                                                                  |                                                                  |                                                                  |                                                                  |  |  |  |  |  |  |  |  |  |  |                              |                              |                              |                              |                              |                              |  |  |  |  |  |  |
|  |  |  |  |                                                             |                                                             |                                                             |                                                             | Armand-Louis de Mollet Écuyer, contrôleur général des bâtiments du roi au château de Monceaux en 1758 | Armand-Louis de Mollet Écuyer, contrôleur général des bâtiments du roi au château de Monceaux en 1758 | Armand-Louis de Mollet Écuyer, contrôleur général des bâtiments du roi au château de Monceaux en 1758 | Armand-Louis de Mollet Écuyer, contrôleur général des bâtiments du roi au château de Monceaux en 1758 | Armand-Louis de Mollet Écuyer, contrôleur général des bâtiments du roi au château de Monceaux en 1758 | Armand-Louis de Mollet Écuyer, contrôleur général des bâtiments du roi au château de Monceaux en 1758 |                                                                       |                                                                       |                                                                       |                                                                       |                                                                       |                                                                       | Jeanne-Marguerite de Mollet                                       | Jeanne-Marguerite de Mollet                                       | Jeanne-Marguerite de Mollet                                       | Jeanne-Marguerite de Mollet                                       | Jeanne-Marguerite de Mollet                                       | Jeanne-Marguerite de Mollet                                       |                                                                 |                                                                 | Adrien-David Gohier de Valcourt                                 | Adrien-David Gohier de Valcourt                                 | Adrien-David Gohier de Valcourt                                 | Adrien-David Gohier de Valcourt                                 | Adrien-David Gohier de Valcourt | Adrien-David Gohier de Valcourt |  |  |                                                                                        |                                                                                        |                                                                                        |                                                                                        |                                                                                        |                                                                                        |  |  |  |  |                                                           |                                                           |                                                           |                                                           |                                                           |                                                           |                                                                  |                                                                  |                                                                  |                                                                  |                                                                  |                                                                  |  |  |  |  |  |  |  |  |  |  |                              |                              |                              |                              |                              |                              |  |  |  |  |  |  |
|  |  |  |  |                                                             |                                                             |                                                             |                                                             | Armand-Louis de Mollet Écuyer, contrôleur général des bâtiments du roi au château de Monceaux en 1758 | Armand-Louis de Mollet Écuyer, contrôleur général des bâtiments du roi au château de Monceaux en 1758 | Armand-Louis de Mollet Écuyer, contrôleur général des bâtiments du roi au château de Monceaux en 1758 | Armand-Louis de Mollet Écuyer, contrôleur général des bâtiments du roi au château de Monceaux en 1758 | Armand-Louis de Mollet Écuyer, contrôleur général des bâtiments du roi au château de Monceaux en 1758 | Armand-Louis de Mollet Écuyer, contrôleur général des bâtiments du roi au château de Monceaux en 1758 |                                                                       |                                                                       |                                                                       |                                                                       |                                                                       |                                                                       | Jeanne-Marguerite de Mollet                                       | Jeanne-Marguerite de Mollet                                       | Jeanne-Marguerite de Mollet                                       | Jeanne-Marguerite de Mollet                                       | Jeanne-Marguerite de Mollet                                       | Jeanne-Marguerite de Mollet                                       |                                                                 |                                                                 | Adrien-David Gohier de Valcourt                                 | Adrien-David Gohier de Valcourt                                 | Adrien-David Gohier de Valcourt                                 | Adrien-David Gohier de Valcourt                                 | Adrien-David Gohier de Valcourt | Adrien-David Gohier de Valcourt |  |  |                                                                                        |                                                                                        |                                                                                        |                                                                                        |                                                                                        |                                                                                        |  |  |  |  |                                                           |                                                           |                                                           |                                                           |                                                           |                                                           |                                                                  |                                                                  |                                                                  |                                                                  |                                                                  |                                                                  |  |  |  |  |  |  |  |  |  |  |                              |                              |                              |                              |                              |                              |  |  |  |  |  |  |
|  |  |  |  |                                                             |                                                             |                                                             |                                                             | | | | | | |                                                                       |                                                                       |                                                                       |                                                                       |                                                                       |                                                                       |                                                                   |                                                                   |                                                                   |                                                                   |                                                                   |                                                                   |                                                                 |                                                                 |                                                                 |                                                                 |                                                                 |                                                                 |                                 |                                 |  |  |                                                                                        |                                                                                        |                                                                                        |                                                                                        |                                                                                        |                                                                                        |  |  |  |  |                                                           |                                                           |                                                           |                                                           |                                                           |                                                           |                                                                  |                                                                  |                                                                  |                                                                  |                                                                  |                                                                  |  |  |  |  |  |  |  |  |  |  |                              |                              |                              |                              |                              |                              |  |  |  |  |  |  |
|  |  |  |  |                                                             |                                                             |                                                             |                                                             | Bernard-Claude de Mollet contrôleur général des bâtiments, jardins, arts et manufactures de France    | Bernard-Claude de Mollet contrôleur général des bâtiments, jardins, arts et manufactures de France    | Bernard-Claude de Mollet contrôleur général des bâtiments, jardins, arts et manufactures de France    | Bernard-Claude de Mollet contrôleur général des bâtiments, jardins, arts et manufactures de France    | Bernard-Claude de Mollet contrôleur général des bâtiments, jardins, arts et manufactures de France    | Bernard-Claude de Mollet contrôleur général des bâtiments, jardins, arts et manufactures de France    |                                                                       |                                                                       |                                                                       |                                                                       |                                                                       |                                                                       |                                                                   |                                                                   |                                                                   |                                                                   | Adrienne-Thérèse Gohier de Valcourt                               | Adrienne-Thérèse Gohier de Valcourt                               | Adrienne-Thérèse Gohier de Valcourt                             | Adrienne-Thérèse Gohier de Valcourt                             | Adrienne-Thérèse Gohier de Valcourt                             | Adrienne-Thérèse Gohier de Valcourt                             |                                                                 |                                                                 |                                 |                                 |  |  |                                                                                        |                                                                                        |                                                                                        |                                                                                        |                                                                                        |                                                                                        |  |  |  |  |                                                           |                                                           |                                                           |                                                           |                                                           |                                                           |                                                                  |                                                                  |                                                                  |                                                                  |                                                                  |                                                                  |  |  |  |  |  |  |  |  |  |  |                              |                              |                              |                              |                              |                              |  |  |  |  |  |  |
|  |  |  |  |                                                             |                                                             |                                                             |                                                             | Bernard-Claude de Mollet contrôleur général des bâtiments, jardins, arts et manufactures de France    | Bernard-Claude de Mollet contrôleur général des bâtiments, jardins, arts et manufactures de France    | Bernard-Claude de Mollet contrôleur général des bâtiments, jardins, arts et manufactures de France    | Bernard-Claude de Mollet contrôleur général des bâtiments, jardins, arts et manufactures de France    | Bernard-Claude de Mollet contrôleur général des bâtiments, jardins, arts et manufactures de France    | Bernard-Claude de Mollet contrôleur général des bâtiments, jardins, arts et manufactures de France    |                                                                       |                                                                       |                                                                       |                                                                       |                                                                       |                                                                       |                                                                   |                                                                   |                                                                   |                                                                   | Adrienne-Thérèse Gohier de Valcourt                               | Adrienne-Thérèse Gohier de Valcourt                               | Adrienne-Thérèse Gohier de Valcourt                             | Adrienne-Thérèse Gohier de Valcourt                             | Adrienne-Thérèse Gohier de Valcourt                             | Adrienne-Thérèse Gohier de Valcourt                             |                                                                 |                                                                 |                                 |                                 |  |  |                                                                                        |                                                                                        |                                                                                        |                                                                                        |                                                                                        |                                                                                        |  |  |  |  |                                                           |                                                           |                                                           |                                                           |                                                           |                                                           |                                                                  |                                                                  |                                                                  |                                                                  |                                                                  |                                                                  |  |  |  |  |  |  |  |  |  |  |                              |                              |                              |                              |                              |                              |  |  |  |  |  |  |
|  |  |  |  |                                                             |                                                             |                                                             |                                                             | Louis Mollet mort en 1810 contrôleur général des bâtiments du roi                                     | | | | | |                                                                       |                                                                       |                                                                       |                                                                       |                                                                       |                                                                       |                                                                   |                                                                   |                                                                   |                                                                   |                                                                   |                                                                   |                                                                 |                                                                 |                                                                 |                                                                 |                                                                 |                                                                 |                                 |                                 |  |  |                                                                                        |                                                                                        |                                                                                        |                                                                                        |                                                                                        |                                                                                        |  |  |  |  |                                                           |                                                           |                                                           |                                                           |                                                           |                                                           |                                                                  |                                                                  |                                                                  |                                                                  |                                                                  |                                                                  |  |  |  |  |  |  |  |  |  |  |                              |                              |                              |                              |                              |                              |  |  |  |  |  |  |